# 若杉敬明
若杉 敬明（わかすぎ たかあき、1943年 - ）は、日本の経済学者。 東京大学名誉教授。2004年4月から2013年3月まで東京経済大学経営学部教授。 HRガバナンス・リーダーズ株式会社のアドバイザリーボード。
バブル経済下における株価高騰を理論的に正当化させようとする「Qレシオ」を唱えたことで有名。

## 学歴
- 東京大学経済学部経済学科 経済学士
- 東京大学大学院経済学研究科修士課程 経済学修士
- 東京大学大学院経済学研究科博士課程 中退

## 前職
- 東京経済大学経営学部教授
- 東京大学大学院経済学研究科 教授
- 東北大学経済学部 助教授
- 横浜市立大学商学部 助教授
- 東京大学経済学部 助手

## 活動
- 日本ファイナンス学会員、日本経営財務研究学会員、日本ディレクトリー学会員
- ミシガン大学ビジネススクールミツイライフ金融研究所所長。
- 日本コーポレート・ガバナンス研究所所長。

日本経営財務研究学会会長（1998年 - 2001年）
- 日本経営財務研究学会および日本ファイナンス学会役員。
- 社会保障審議会委員（厚生労働省）郵政行政審議会委員（総務省)
- 財政制度等審議会臨時委員（財務省）

ほか

## 著書

### 単著
- 『企業財務』（東京大学出版会、1988年）

### 共著
- （高仲日出男）『エンジニアリング産業―構造と経営戦略』（東京大学出版会、1986年）
- （内堀節夫、保田圭司、紺谷典子）『証券アナリスト―制度と役割』（ビジネス教育出版社、1987年）